# Ormyrus zoae
Ormyrus zoae är en stekelart som beskrevs av Zerova 2005. Ormyrus zoae ingår i släktet Ormyrus och familjen kägelglanssteklar.
Artens utbredningsområde är Kazakstan. Inga underarter finns listade i Catalogue of Life.